# Petros Persakis
Petros Persakis (1879 - ?) fue un gimnasta griego que compitió en los Juegos Olímpicos de Atenas de 1896.
Persakis participó en las pruebas de anillos de forma individual y en barras paralelas por equipos. En los anillos consiguió en la final la tercera posición, logrando así una medalla de bronce. En la competición por equipos de barras paralelas, fue miembro del equipo Panellinios Gymnastikos Syllogos, ganadores de la medalla de plata.

## Palmarés
- Medalla de plata por equipos en los Juegos Olímpicos de Atenas (1896) en barras paralelas.
- Medalla de bronce en los Juegos Olímpicos de Atenas (1896) en anillos

- Datos: Q369540